# Hjorth Rosenfeldt

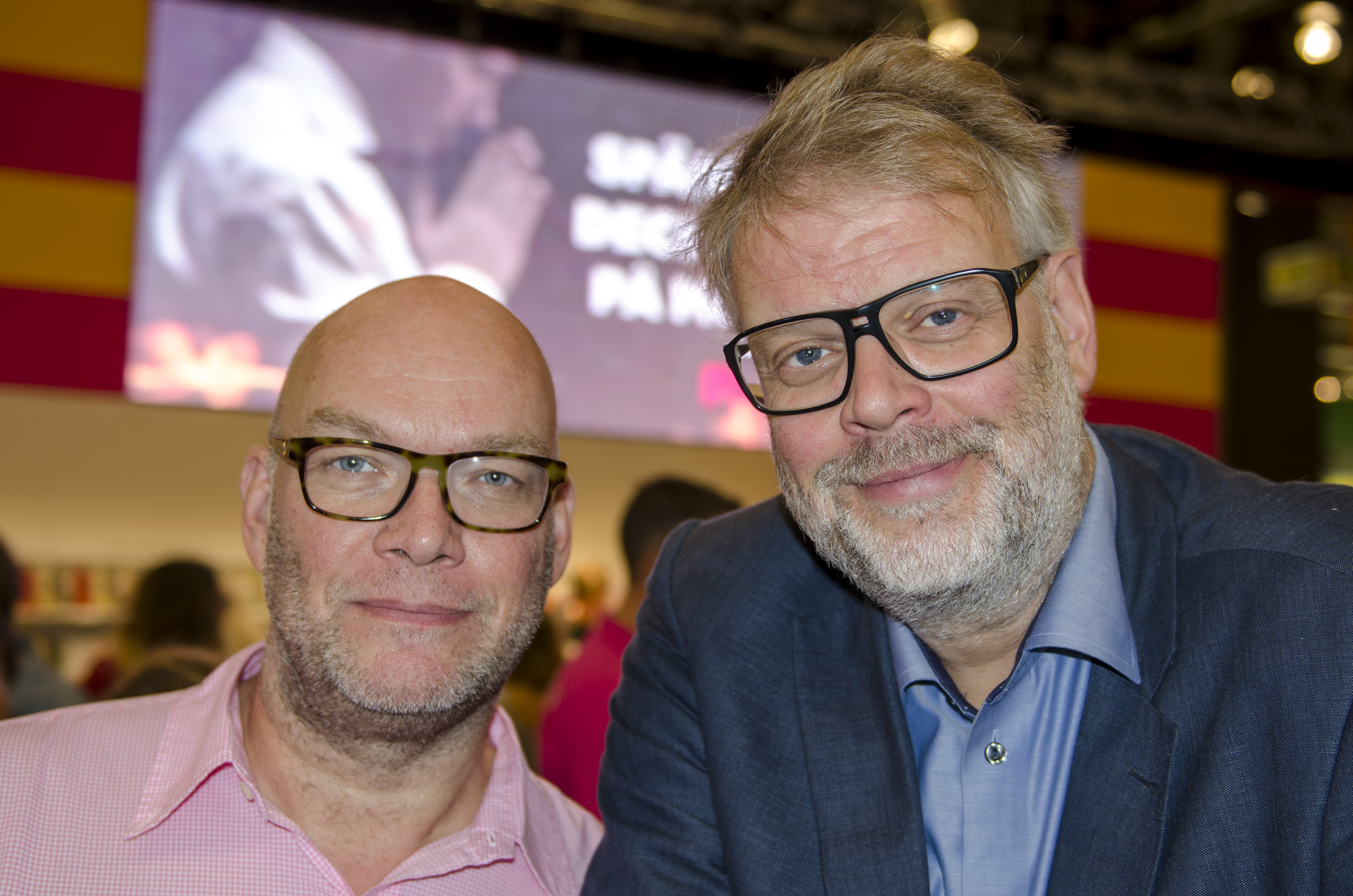
Michael Hjorth (po lewej) i Hans Rosenfeldt (po prawej), 2014

Hjorth Rosenfeldt – szwedzki duet pisarzy powieści kryminalnych, złożony z Michaela Hjortha (ur. 1963) i Hansa Rosenfeldta (ur. 1964). Wspólnie stworzyli cykl kryminalny z Sebastianem Bergmanem, policyjnym psychologiem i specjalistą od seryjnych morderstw. Pierwszą książkę z cyklu (Det fördolda) wydali w 2010. Cykl został przetłumaczony na ponad trzydzieści języków, a wszystkie książki z cyklu osiągnęły status międzynarodowych bestsellerów.

## Publikacje książkowe jako Hjorth Rosenfeldt[5]
- Ciemne sekrety (2011), wyd. oryg. Det fördolda (2010)
- Uczeń (2012), wyd. oryg. Lärjungen (2011)
- Grób w górach  (2013), wyd. oryg. Fjällgraven (2012)
- Niemowa (2015), wyd. oryg. Den stumma flickan (2014)
- Oblany test (2016), wyd. oryg. De underkända (2015)
- Najwyższa sprawiedliwość (2019), wyd. oryg. En högre rättvisa (2018)
- Co zasiejesz, to zbierzesz (2022), wyd. oryg. Som man sår (2021)